# Wappen Papua-Neuguineas

Flagge Papua-Neuguineas

Das Wappen Papua-Neuguineas wurde im Jahr 1971 angenommen.

## Beschreibung
Das Wappen zeigt einen Paradiesvogel mit den breit aufgefächerten Schwanzfedern in Prahlstellung, der auf einem zeremoniellen Speer der Einheimischen vor einer kundu, einer sanduhrförmigen, in Neuguinea weit verbreiteten Holztrommel sitzt. Darunter befindet sich der Schriftzug „Papua New Guinea“.
Eine noch stärker stilisierte Darstellung des Paradiesvogels findet sich in der Flagge Papua-Neuguineas.

## Symbolik
Der Paradiesvogel in der Mitte kann als Symbol für die Einheit der Bewohner gedeutet werden. Er bietet sich als Landessymbol an, da er außer in Neuguinea nur noch in Nordaustralien und den Molukken zu finden ist. Er wurde von den Deutschen als Wappentier eingeführt.
Auch der Speer und die Trommel werden vorrangig als Symbole für Gemeinschaft gedeutet. Beides spielt in den Riten des Landes eine wichtige Rolle.